# 頜鬚細八角魚
頜鬚細八角魚，為輻鰭魚綱鮋形目杜父魚亞目八角魚科的其中一種，為溫帶海水魚，分布於北極圈、加拿大聖羅倫斯灣、冰島、格陵蘭、挪威至白海、巴倫支海、喀拉海、鄂霍次克海、白令海等海域，棲息深度0-930公尺，體長可達21公分，棲息在泥底質底層水域，以甲殼類及多毛類為食，生活習性不明。